# Trifluorură de brom
Trifluorura de brom este un compus interhalogen cu formula chimică BrF3 de o culoare lichidă gălbuie cu un miros înțepător. Este solubilă în acid sulfuric, dar reacționează violent cu apa și compușii organici. Acesta este un puternic agent de halogenare și un solvent ionizant anorganic. Acesta este utilizat pentru a produce hexafluorura de uraniu (UF6) în procesul de prelucrare și de retratare a combustibilului nuclear.

## Sinteză
Trifluorura de brom a fost descrisă pentru prima dată de Paul Lebeau în 1906, care a obținut materialul prin reacția dintre brom cu fluor la 20 °C:
Br2 + 3 F2 → 2 BrF3
La disproporționarea monofluorurii de brom ia naștere bromul și trifluorura de brom:
3 BrF→ BrF3 + Br2

## Structură
Ca și formulele ClF3 și IF3,  molecula BrF3 este în formă de T și plane. În formalismul VSEPR, bromul este atribuit în două perechi de electroni. Distanța de la brom între fluor axial este de 1.81 Å, iar la fluor ecuatorial este de 1.72 Å. Unghiul dintr-un fluor axial și cel ecuatorial este puțin mai mic decât unghiul de 90°. Iar unghiul de 86.2° observat se datorează repulsiei generate de perechi de electroni fiind mai mare decât legăturile dintre Br și F.

## Proprietăți chimice
BrF3 este un agent de fluorurare, dar mai puțin reactiv decât ClF3. Lichidul este conducător, datorită auto-ionizației
2 BrF3 ⇌ BrF2+ + BrF4−
Multe fluoruri ionice se dizolvă ușor în BrF3 formând fluoroanioni:
KF + BrF3 → KBrF4